# Нейрофибриллы

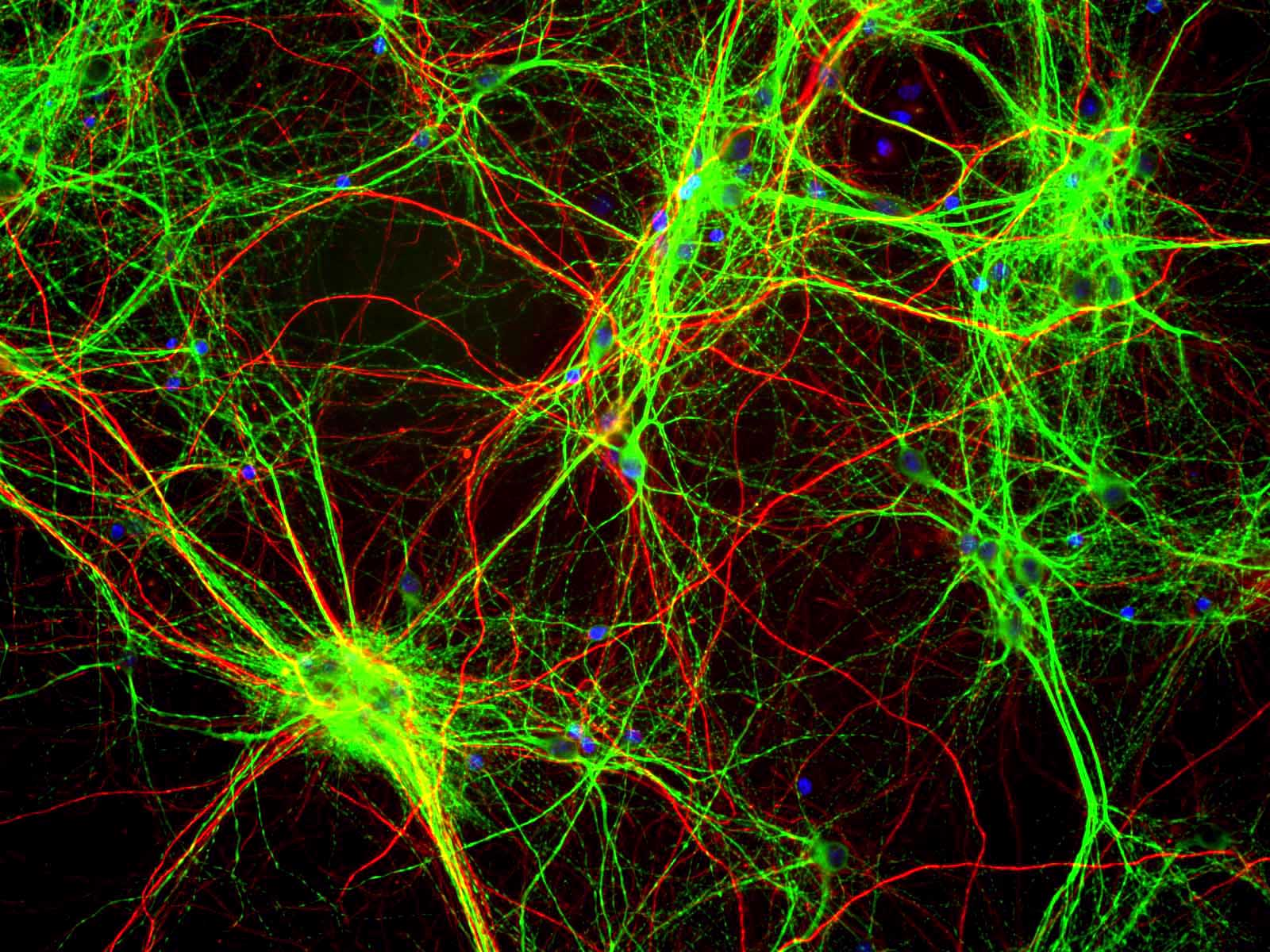
Культура клеток мозга крысы: микротрубочки (зеленый), нейрофиламенты (красный) и ДНК (синий).

Нейрофибриллы — микроскопические нити, которые выявляются при обработке нервных клеток и аксонов солями серебра и другими препаратами. Первоначально считали, что нейрофибриллы принимают участие в проведении нервных импульсов, но в дальнейшем это предположение было опровергнуто. Выделяют два вида нейрофибрилл — трубчатые и нитевидные. Трубчатые нейрофибриллы (нейротубулы) имеют диаметр около 20—25 нм и состоят из белка тубулина. Вероятно, они обеспечивают перемещение веществ по аксону. Нитевидные нейрофибриллы (нейрофиламенты) имеют диаметр около 10 нм и построены из белка, похожего на актин.